# Santiago Zavala Galarreta
Santiago Zavala Galarreta, (Huamachuco, 25 de juliol de 1844- † Batalla de Huamachuco, 10 de juliol de 1883) militar peruà, combatent de la Guerra contra Espanya i la Guerra del Pacífic. Va lluitar a les Campanyes del Sud i la Campanya de la Breña, va fer la marxa al nord que va culminar a Huamachuco, el seu poble natal, morint a la batalla del 10 de juliol.
Va ser fill del coronel Mariano Zavala i la dama Eulalia Galarreta y Colina; nascut en el si d'una important família de Huamachuco. Als 18 anys va abandonar el seu poble natal per dirigir-se en companyia del seu pare a la ciutat de Lima, on es va iniciar en la carrera militar. El 1865 servia com a oficial de cavalleria a l'esquadró Escorta del president Juan Antonio Pezet. El 1866 es va adherir al moviment restaurador encapçalat pel general Mariano Ignacio Prado, combatent a les bateries del Callao, quan l'esquadra espanyola va atacar el port el 2 de maig d'aquell any.
Finalitzada la guerra amb Espanya, es va retirar del servei actiu, establint-se a la ciutat d'Ayacucho, on es va dedicar al comerç. El 1879 tornaria a files quan Xile va declarar la guerra al Perú. Va fer les campanyes del Sud, sent present a les batalles de San Francisco i Tarapacá com a ajudant del llavors coronel Cáceres. Després de les batalles per Lima, partir a unir-se a la resistència de la serra que encapçalava el seu antic cap. El dia 8 de juliol, comandant la cavalleria, va ocupar els suburbis de Huamachuco, mantenint un renyit tiroteig amb les forces xilenes que es retiraven al turó Sazón. Aquella nit, acompanyat dels coronels Leoncio Prado, Isaac Recavarren i Máximo Tafur, es va presentar a la seva antiga casa. Va ser rebut afectuosament pel seus, amb qui va romandre fins a la matinada del dia 9, quan va prendre el lloc al capdavant del seu esquadró.
Iniciada la batalla de Huamachuco el dia 10, i trobant-se en el sector denominat la Calzada, va ser abatut del seu cavall i mort al capdavant dels seus soldats. Segons el testimoniatge de l'alcalde del seu poble, Manuel Landauro, fou "dues vegades ultimat, i profanat el seu cadàver com era d'esperar", la qual cosa fa presumible que ja ferit fos repassat al camp.
El seu cadàver va ser enterrat al cementiri local, d'on el 1889 va ser traslladat a la Cripta dels Herois a la ciutat de Lima.
Actualment el Centre Escolar d'Homes de Huamachuco porta el nom de l'heroi.